# Grammia achaia
Grammia achaia är en fjärilsart som beskrevs av Augustus Radcliffe Grote och Robinson 1868. Grammia achaia ingår i släktet Grammia och familjen björnspinnare. Inga underarter finns listade i Catalogue of Life.